# Kościół ewangelicki w Krzeszowie
Kościół Zbawiciela (niem. Heilandskirche) – świątynia ewangelicka w Krzeszowie w powiecie kamiennogórskim, użytkowana w latach 1913–1947, wyburzona w 2016 roku z powodu złego stanu technicznego.

## Historia
W 1842 r. powstała w Krzeszowie gmina ewangelicka, licząca dość wielu wiernych, ale niemająca swojego kościoła. Dzięki staraniom pastora Hermana Neugebauera z Lubawki od 1902 r. zaczęto zbierać fundusze z przeznaczeniem na budowę w Krzeszowie świątyni ewangelickiej. Kościół został wybudowany latach 1912–1913, dzięki pomocy Związku Gustawa Adolfa według projektu wrocławskiego architekta Felixa Henriego. Od 1 lipca 1926 r. przynależał do parafii w Chełmsku Śląskim. Do kościoła uczęszczali ewangelicy z Krzeszowa oraz okolicznych miejscowości, m.in. z: Gorzeszowa, Jawiszowa, Lipienicy i Krzeszówka. Od 1947 świątynia nie była użytkowana do celów religijnych. Od 1972 r. próbowano dom modlitwy przebudować na dom mieszkalny, adaptacji nie zakończono. Był skromną, murowaną budowlą salową pokrytą dwuspadowym dachem, z wieżą od strony zachodniej i przedsionkiem od wschodu. Nawiązywał do architektury lokalnej. Przy kościele znajdował się ewangelicki cmentarz, na którym zostało pochowanych kilkadziesiąt osób.  
Nie było zainteresowania odbudową kościoła ani funduszy na ten cel, nie figurował też w rejestrze zabytków. Za wiedzą i zgodą konserwatora zabytków został wyburzony 18 kwietnia 2016 przez prywatnego właściciela terenu, na którym znajdował się kościół. Domagał się tego nadzór budowlany, gdyż ruina groziła zawaleniem. Rozbiórka wzbudziła kontrowersje.